# Новонежино (аэродром)
Новонежино (ИКАО: XHWN) — государственный аэродром совместного базирования (раннее — военный аэродром авиации Тихоокеанского флота). Основной эксплуатант — ДОСААФ России. Совместное базирование с Министерством обороны России.
Аэродром расположен в Шкотовском районе Приморского края, на западе села Новонежино.

## История
Перед Второй мировой войной на западной окраине села был построен полевой аэродром, на который из Московского военного округа, аэр. Монино в 1935 году была переброшена эскадрилья самолётов Р-5 в варианте торпедоносцев — 26-я легкобомбардировочная АЭ, которая явилась первой минно-торпедной авиационной частью на Дальнем Востоке. Самолёты в разобранном виде перевозились по железной дороге. Всего в штате эскадрильи был 31 самолёт, но по разным причинам были собраны и доведены до лётного состояния только 16 самолётов, остальные так и лежали в ящиках. В 1936 году эскадрилья вошла в состав 125-й морской тяжёлой авиационной бригады. К первому декабря этого года все 31 самолёт были собраны, 4 числились «в ремонте». На самолёты устанавливались торпедные мосты — это была первая на ТОФ часть самолётов-торпедоносцев. Базовым аэродромом эскадрильи оставался аэр. Новонежино.
В 1937 году на аэродроме Новонежино сформирован 27-й отдельный (тренировочный) авиационный отряд ПВО. Основной задачей отряда была буксировка конусов-мишеней при отработки стрельб истребителями и зенитчиками ПВО. На вооружении стояли самолёты СБ.
С 1 мая 1938 года 26-я авиационная эскадрилья перестаёт быть самостоятельным подразделением и вливается в состав 4-го минно-торпедного полка, без изменения места дислокации.
В 1938 году на вооружение эскадрильи поступили первые самолёты ДБ-3, построенные на Комсомольском-на-Амуре авиационном заводе.
Несколько экипажей эскадрильи приняли участие в боях на оз. Хасан и р. Халхин-Гол против японцев.
Аэродром Новонежино оставался основным местом дислокации для одной АЭ 4-го МТАП и оперативным для других авиационных частей ТОФ.
8 марта 1942 года на аэродромах Новонежино и Шкотовский Перевал формируется 49-й минно-торпедный полк 29-й авиационной бригады, с дислокацией управления полка в Новонежино.
Так, начиная с декабря 1943 года и до конца войны с Японией на аэродроме Новонежино базировалась 2-я АЭ 33-го БАП на самолётах Пе-2.
10 марта 1944 года на аэродром Новонежино перебазировалась 1-я АЭ 17-го истребительного авиационного полка ВВС ТОФ, где находилась до 1947 года. 15 декабря 1947 года весь 17-й ИАП перелетел на постоянную дислокацию в Северную Корею.
6 июля 1945 года 27-й ИАП 6-й ИАД ВВС Северного флота на самолётах Р-40 убыл с аэродрома Луостари в г. Красноярск, где перевооружился на истребители Р-63 «Кингкобра». 22 августа этого года полк прибыл на ТОФ и вошел в состав 2-й минно-торпедной авиадивизии, с дислокацией полка на аэродроме Новонежино. В боях с Японией полк участия не принимал и с окончанием боевых действий, 2 ноября 1945 года полк убыл на китайский аэродром Лантоу.
9, 10, 16, 18 и 22 августа совершали боевые вылеты по целям в море самолёты Ил-4 49-го МТАП.
10 августа 1945 года, с Новонежино работали 9 машин Ил-4 4-го МТАП и 4 ДБ-3Т 49-го МТАП, нанося торпедные удары по судам противника. На этом боевые действия полка против японцев закончились.
Послевоенные годы.
С 1 июля 1952 года 49-й МТАП убыл на аэр. Украинка в Амурской обл., для переучивания на самолёты Ту-14. После переучивания полк передислоцировался на аэродром с твёрдым покрытием Западные Кневичи, так как короткая грунтовая ВПП не позволяла эксплуатировать тяжёлые реактивные самолёты.
5 августа 1952 года на аэродроме Новонежино формируется управление 861-й истребительной авиационной дивизии ВВС ТОФ, и перебазируется 57-й ОИАП (бывший 17-й ИАП). Полк летал на самолётах МиГ-17. Формируется 1917-я отдельная учебная тренировочная эскадрилья 861-й ИАД, которая просуществовала менее 2 лет. Задачей этого подразделения было переучивание л/с на реактивную технику.
В 1960 году, в рамках значительного сокращения ВС СССР, управление 861-й ИАД и 57-й ИАП расформированы.
10 сентября 1960 года 710-й отдельный вертолётный полк в/ч 42850 передислоцируется с аэродрома Петровка на аэродром Новонежино. В дальнейшем Новонежино оставался постоянным местом базирования для этого полка.
В 1962 году авиагруппа 710-го ОВП участвует в Тихоокеанской гидрографической экспедиции на научно-исследовательских судах. Во время экспедиции потерпел аварию и затонул вертолет Ка-15, экипаж жив.
В 1966 году на вооружении 710-го полка поступают тяжёлые вертолёты Ми-6.
В 1967 году эскадрилья корабельных вертолётов полка перевооружается с Ка-15 на Ка-25.
В 1969 году 710-й ОВП передислоцируется на аэр. Суходол, без одной корабельной эскадрильи.
В апреле 1970 года полк принимает участие в масштабных учениях «Океан-70».
В течение 1970—1971 года в полк поступают вертолёты Ми-8.
В 1971 году авиагруппа полка выполняла задачи боевой службы на борту БПК «Владивосток»
В 1972 году авиагруппа Ка-25 выполняла задачи БС в Индийском океане.
В 1973 году на базовый аэродром вернулась транспортная эскадрилья с аэр. Суходол.
24 марта 1977 года вертолёты Ми-4 выполнили последний полёт в гарнизоне Новонежино и сняты с вооружения. На аэродром перелетела эскадрилья базовых вертолётов-амфибий Ми-14ПЛ с аэр. Суходол.
В ноябре 1979 года около 30 человек личного состава ВВС ТОФ командируются в Эфиопию. Основу группы составили офицеры и прапорщики 4-й АЭ 710-го вертолётного полка, в том числе два вертолётных экипажа. Группа базировалась на аэродроме Асмара более 10 лет, обеспечивая деятельность самолётов Ил-38 77-го ОПЛАП ВВС ТОФ и 933-го ПМТО 8-й оперативной эскадры ВМФ СССР. Два вертолёта Ми-8 были получены с аэродрома Кача (ЧФ) и привезены морем, личный состав группы работал на ротационной основе.
В 1980 году авиагруппа полка базируется на госпитальном судне «Обь», выполнявшем переход морем с Балтики на ТОФ через Африку.
В 1981 году авиагруппа 710-го ОВП на вертолётах Ка-25 принимает участие в учениях «Запад-81», базируясь на борту БДК «Иван Рогов» в Балтийском море.
В 1983 году на аэродроме Новонежино сформирована 51-я отдельная противолодочная вертолётная эскадрилья на вертолётах Ми-6, Ми-8 и Ми-14. В этом же году экипажи вертолётного полка перевозят морем на борту БДК «Александр Николаев» 4 вертолёта, полученные из ВВС БФ. Поход проходил вокруг Африки. Летом этого года выполнена перегонка двух вертолётов Ми-14ПЛ и одного Ми-14ПС по маршруту Новонежино — Хабаровск — Монгохто — Корсаков — Курильские острова, о. Симушир, п. Кратерный. Группу вертолётов лидировал Бе-12 289-го ОПЛАП.
В 1985 году в составе полка формируется транспортно-боевая эскадрилья на вертолётах Ка-29, после программы переучивания в УЧ в Каче все 16 вертолётов были перевезены транспортными Ан-22 на Дальний восток.
В 1986 году 10 вертолётов Ка-27ПЛ перегнаны своим ходом из Новонежино в Сызрань, где переданы в Сызранское ВВАУЛ. В ноябре этого года из состава 710-го ОКПВП (так он стал называться с 1983 года) переданы на базу Камрань два вертолёта Ми-14ПЛ и один Ми-14ПС. Вертолёты разобраны и перевезены во Вьетнам морем, где снова собраны, облётаны и переданы в состав 169-го гв. САП.
С ноября 1986 года по июнь следующего года 4 вертолёта и экипажи из 710-го ОКПЛВП участвовали в боевой службе БДК «Иван Рогов» в Индийском океане.
В 1990 году экипажи 710-го полка принимали участие в перегонке крейсера «Червона Украина» из Севастополя в Петропавловск-Камчатский.
В 1991 году 51-я отдельная противолодочная вертолётная эскадрилья в гарнизоне Новонежино переформирована в корабельный вертолётный полк — 207-й ОКПЛВП. Цель формирования полка — комплектование авиационной группы ТАВКР «Варяг», поступление которого в состав флота ожидалось в первой половине 90-х годов. Однако после распада СССР достройка крейсера на Николаевском Черноморском судостроительном заводе уже в 1992 году была прекращена. 207-й вертолётный полк успел просуществовать всего два года и был расформирован за ненадобностью, впрочем, успев отметиться тремя авиационными происшествиями (авариями). В мае этого года в гарнизон вернулась «индийская» авиагруппа с 933-го ПМТО.
В 1992 году экипажи 710-го полка принимали участие в ликвидации последствий взрыва арсенала ТОФ на Второй Речке во Владивостоке. В этом же году, в ходе боевой службы на БПК «Адмирал Виноградов», впервые в авиации ТОФ вертолётчики выполнили посадки на палубу иностранных ВМС: эскадренный миноносец «Кинкейд», авианосец «Рейнджер», транспорт «Уобеш» ВМС США, и на английские фрегаты «Чатем» и «Лондон».
1 мая 1998 года 710-й ОКПЛВП из Новонежино и 289-й ОПЛАП из Николаевки слиты в один 289-й ОПЛАП, авиационный гарнизон Новонежино — расформирован. В составе смешанного противолодочного полка сформирована 2-я вертолётная эскадрилья. Дислокация полка — гарнизон Николаевка.
Интересной особенностью было расположение аэродрома: всё было построено очень компактно и практически «в двух шагах» от жилой зоны — стоянки транспортных Ми-8 и командно-диспетчерский пункт буквально в 30 метрах от домов. Впрочем, рулящие и взлетающие вертолёты, ввиду невысокой шумности особых проблем жителям не создавали.
В 21-м веке аэродром используется малой авиацией для любительских полётов и прыжков с парашютом.

## Характеристики аэродрома
- ВПП 12/30
- Ширина ВПП 60, длина 460 метров
- Курс магнитный 115°/295°
- Курс истинный 106°/286°
- Порог 1 43°13′10″ с. ш. 132°35′05″ в. д.HGЯO
- Порог 2 43°13′06″ с. ш. 132°35′25″ в. д.HGЯO
- Покрытие — бетон
- Круг полётов — RL